# Diócesis de Acireale
La diócesis de Acireale (en latín: Dioecesis Iaciensis y en italiano: Diocesi di Acireale) es una circunscripción eclesiástica de la Iglesia católica en Italia. Se trata de una diócesis latina, sufragánea de la arquidiócesis de Catania. Desde el 26 de julio de 2011 su obispo es Antonino Raspanti.

## Territorio y organización

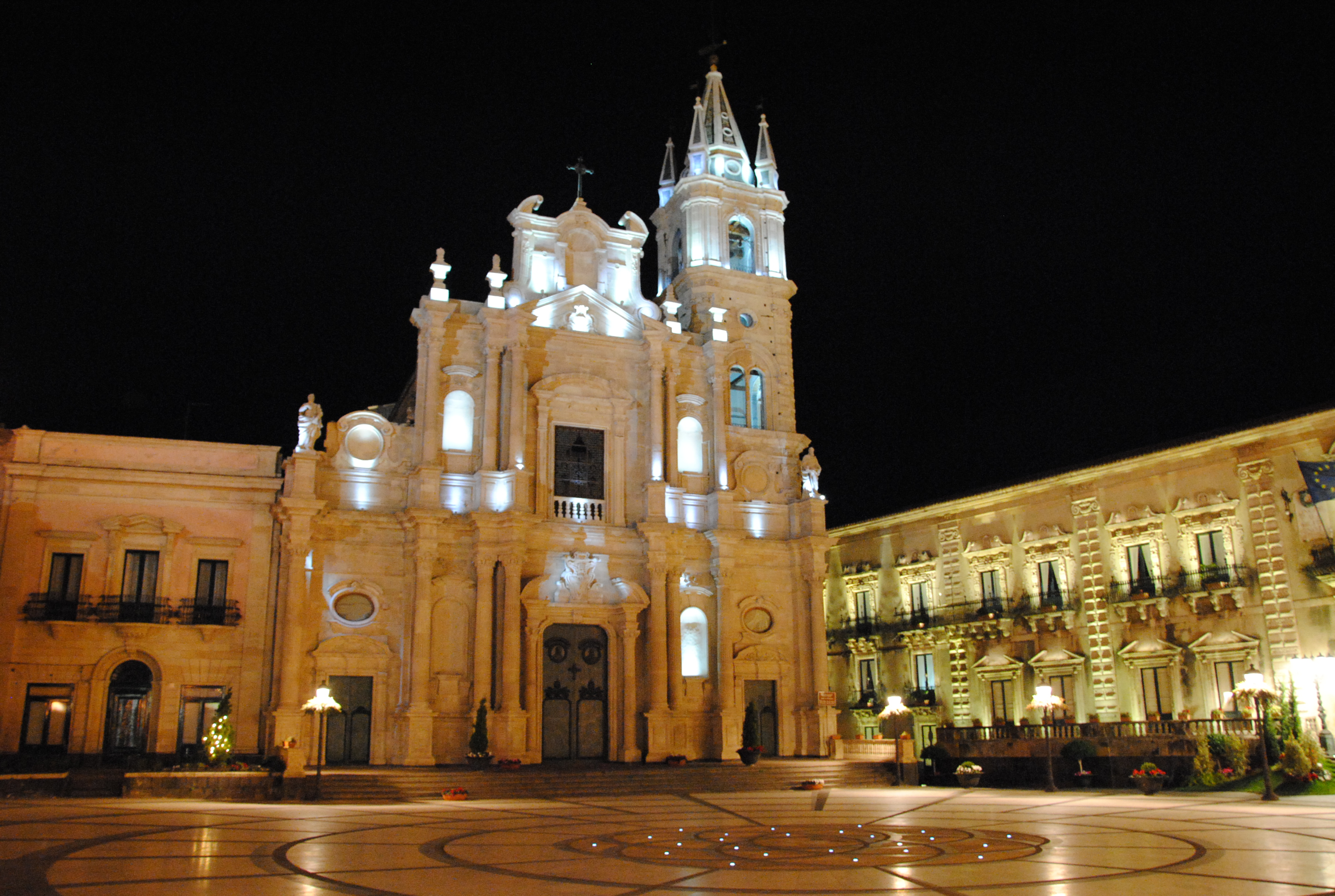
Basílica de los Santos Pedro y Pablo, en Acireale

La diócesis tiene 666 km² y extiende su jurisdicción sobre los fieles católicos de rito latino residentes en parte de la región de Sicilia, comprendiendo: 18 comunas de la parte septentrional de la ciudad metropolitana de Catania: Aci Bonaccorsi, Aci Castello, Aci Catena, Acireale, Aci Sant'Antonio, Calatabiano, Castiglione di Sicilia, Fiumefreddo di Sicilia, Giarre, Linguaglossa, Mascali, Milo, Piedimonte Etneo, Randazzo, Riposto, Sant'Alfio, Valverde y  Santa Venerina (excepto el barrio de Bongiardo).

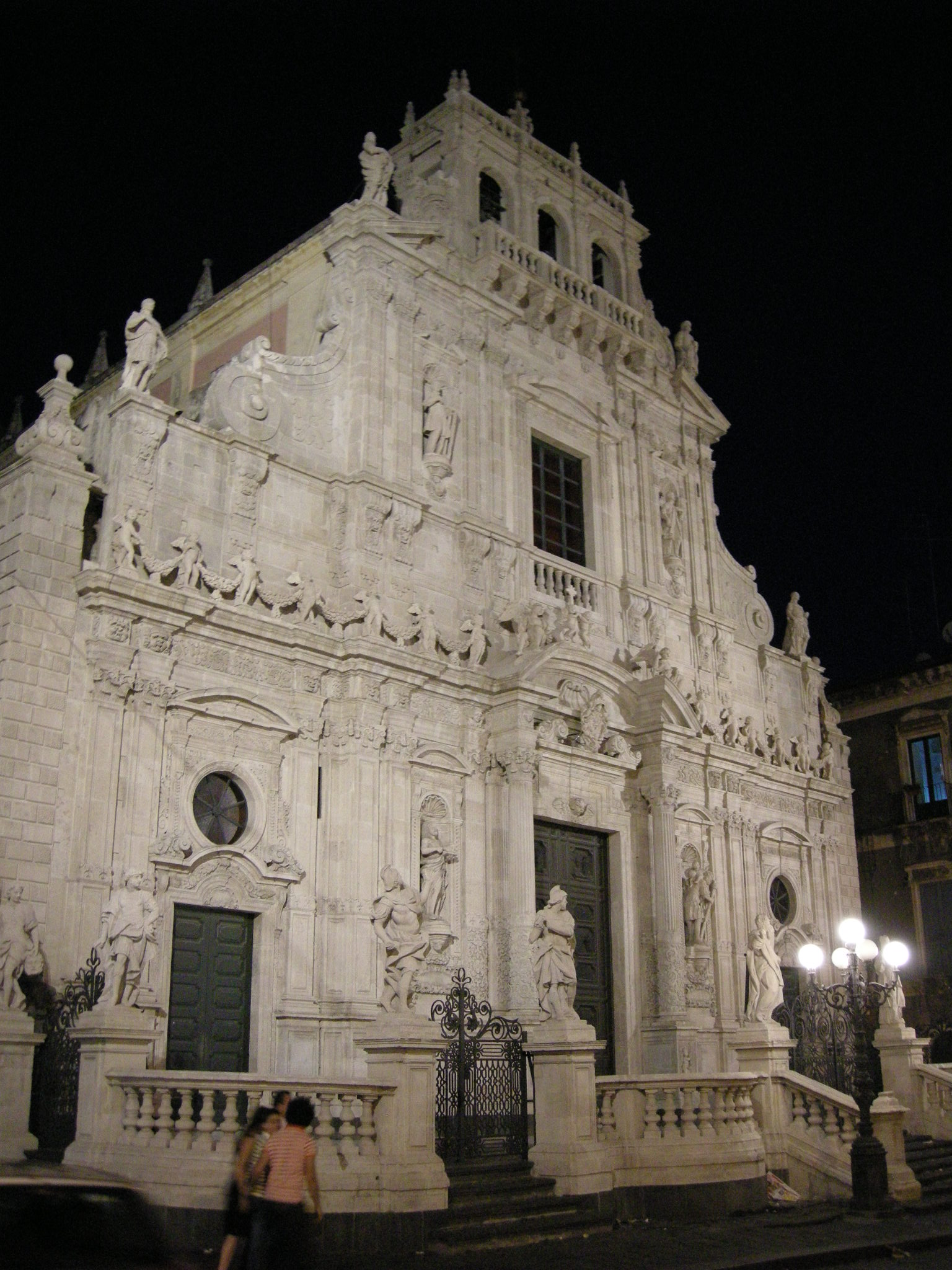
Basílica colegiata de San Sebastián Mártir, en Acireale

La sede de la diócesis se encuentra en la ciudad de Acireale, en donde se halla la Catedral basílica de Nuestra Señora de la Anunciación. Además existen otras 6 basílicas menores: de los Santos Pedro y Pablo y colegiata de San Sebastián Mártir, ambas en Acireale; San Felipe de Agira, en Aci Catena; de Santiago y María Santísima de la Cadena, en Castiglione di Sicilia; de Santa María Asunta, en Randazzo; y la de San Pedro, en Riposto.
También incluye 7 santuarios: Maria Santissima di Loreto, en Acireale, Santa Maria della Vena, en Vena (una fracción de Piedimonte Etneo), Maria Santissima, en Valverde, Beata Maria Vergine del Carmelo, en Randazzo, Maria Santissima della Catena, en Aci Catena, San Gerardo Maiella, en Piedimonte Etneo y Santa Maria della Strada, en Giarre.

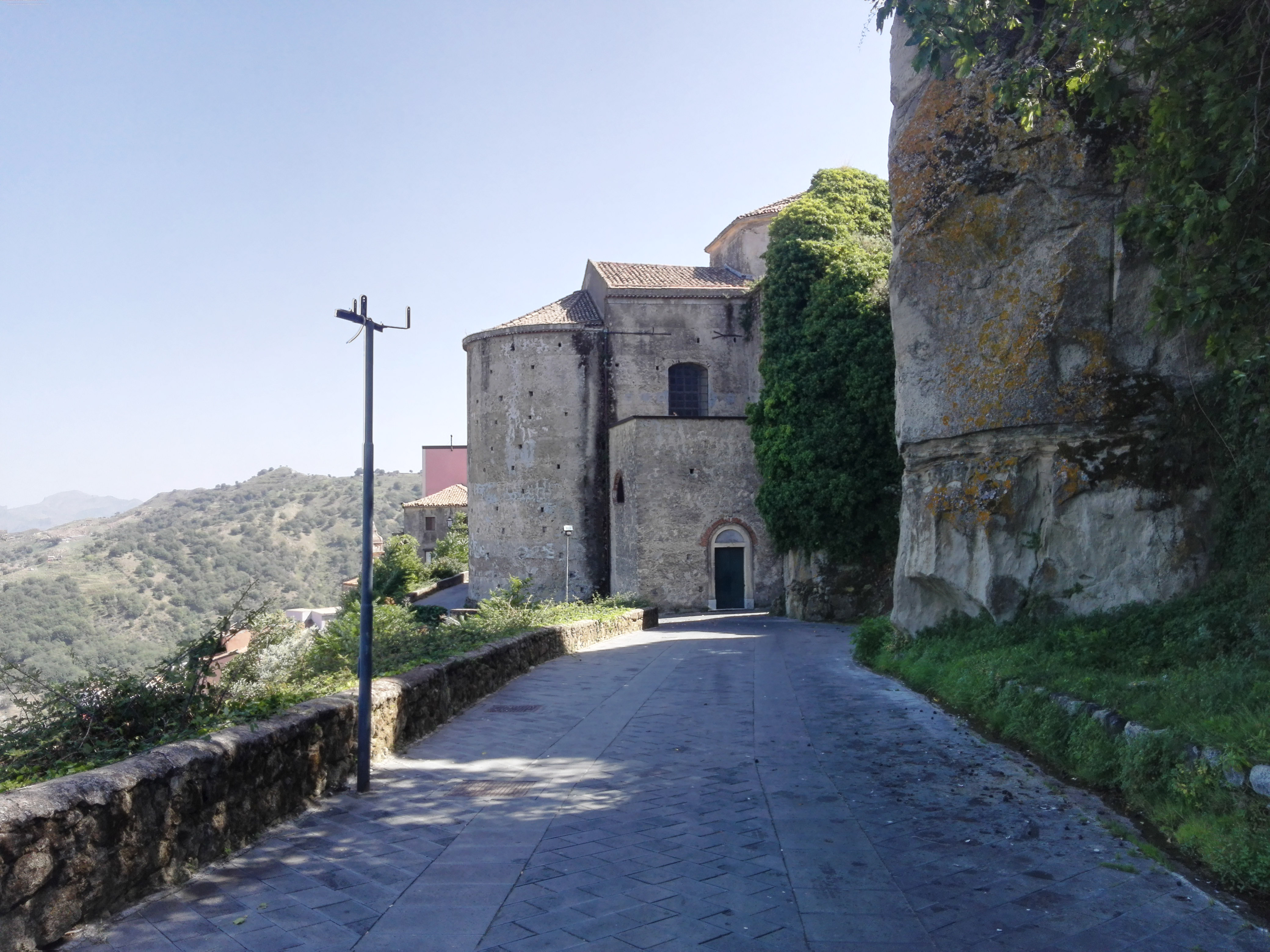
Basílica de Santiago y María Santísima de la Cadena, en Castiglione di Sicilia

En 2022 en la diócesis existían 111 parroquias agrupadas en 6 vicariatos.

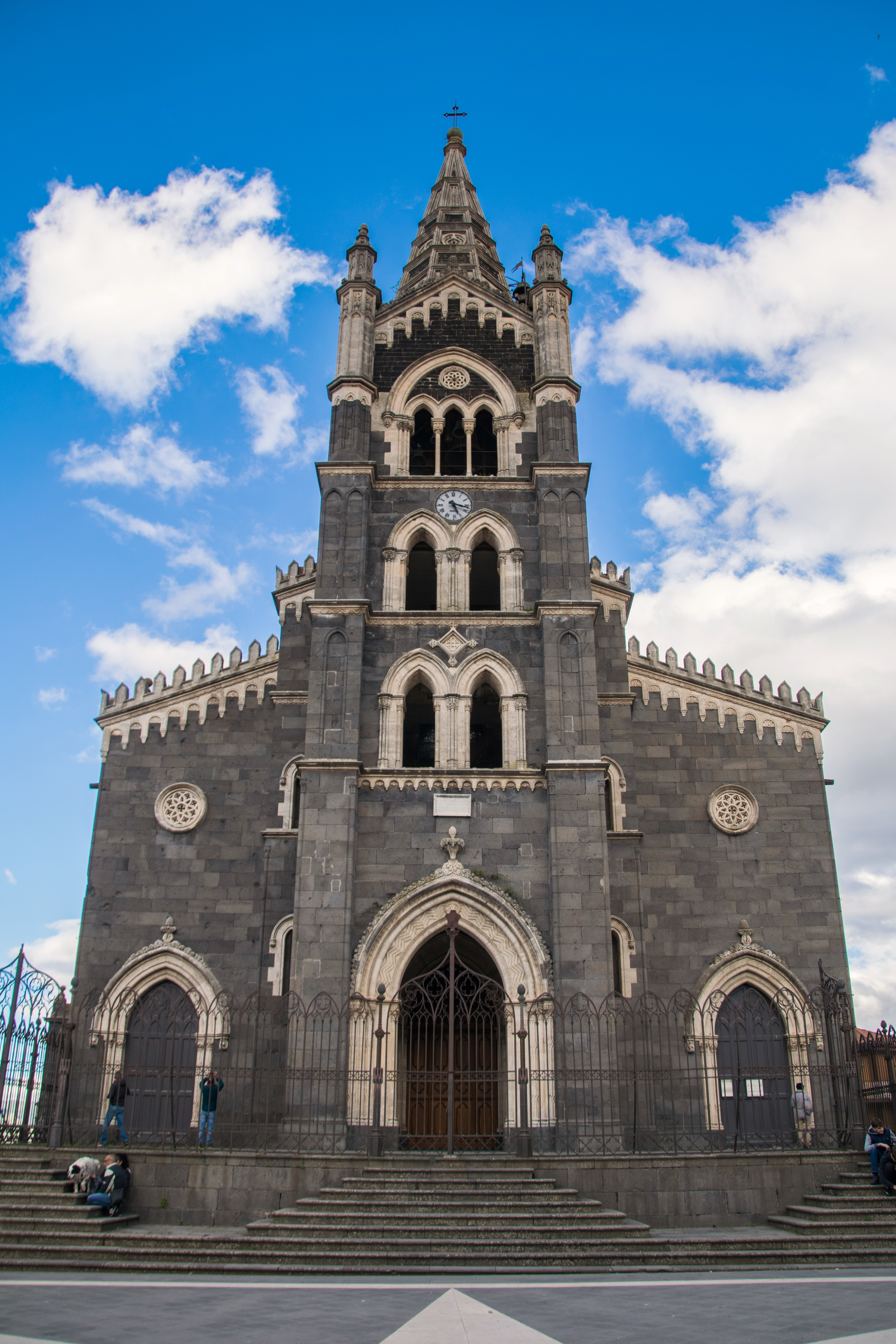
Basílica de Santa María Asunta, en Randazzo

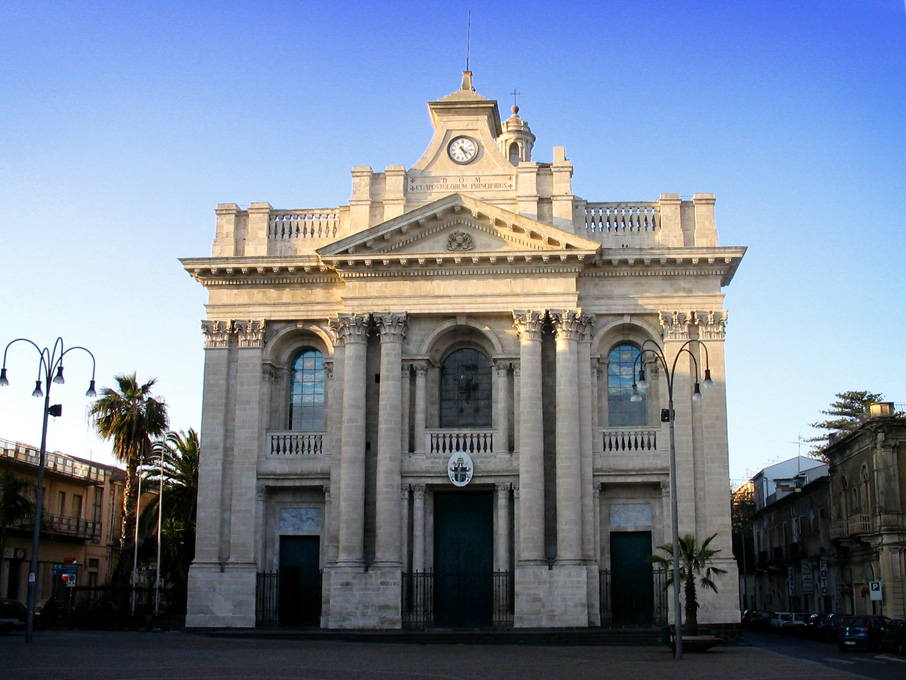
Basílica de San Pedro, en Riposto

## Historia
La historia de la diócesis de Acireale es muy problemática. Ya a partir del siglo XVI las reivindicaciones del clero y de la población local eran muy fuertes. La población, acostumbrada a estar directamente sujeta a los gobernantes y por tanto a disfrutar de diversos beneficios por ser real (en el sentido de propiedad estatal), se encontraba entonces en el territorio del poderoso abad-obispo de Catania. La construcción de un majestuoso templo en la Plaza del Duomo, inicialmente como iglesia madre dedicada a Maria Santissima Annunziata y que luego se convirtió en catedral, puede tomarse como el ejemplo más emblemático de la voluntad de la ciudad de tener su propio obispo.
Sin embargo, hubo que esperar hasta 1838, cuando el rey Fernando II, de visita en señal de agradecimiento por la lealtad demostrada en los motines antiborbónicos de 1820 y 1837, emitió el primer decreto estableciendo la diócesis. El 27 de junio de 1844 el papa Gregorio XVI, mediante la bula Quodcumque ad catholicae religionis incrementum, erigió canónicamente la diócesis: debía incluir cinco comunas tomadas de la diócesis de Catania y nueve comunas de la arquidiócesis de Mesina.
«Sin embargo, diversas circunstancias, algunas previstas, otras decididamente adversas, retrasaron hasta 28 años la ejecución de las cartas apostólicas de erección de la diócesis». De hecho, la bula Quodcumque ad catholicae, debido a la oposición mostrada por las dos diócesis de las que derivaba el territorio de Acireale, contenía expresamente la cláusula de que la erección de la nueva diócesis debía tener efecto sólo después de la muerte de los obispos de Catania (Felice Regano) y Mesina (Francesco di Paola Villadecani). Ambos murieron en 1861, pero debido a las dificultades surgidas entre Italia y la Santa Sede tras la unificación, la ejecución de la bula papal se retrasó varios años más.
Finalmente, el 19 de marzo de 1872, la Congregación Consistorial nombró a Giovanni Battista Guttadauro di Reburdone, obispo de Caltanissetta, ejecutor de la bula de erección, que fue publicada en Acireale el 3 de junio con el decreto ejecutivo: desde este momento comenzó oficialmente la vida de la diócesis. El 22 de julio, mediante el decreto Nova constituta de la Congregación Consistorial, fue declarada diócesis inmediatamente sujeta a la Santa Sede, y el 29 de julio el papa Pío IX procedió al nombramiento del primer obispo, el joven sacerdote de Agrigento Gerlando Maria Genuardi, quien hizo su entrada solemne en la diócesis el 10 de noviembre.
Genuardi visitó la diócesis en 1875, y publicó sucesivamente «la Constitutio prosynodalis con el fin de iniciar las estructuras organizativas esenciales, poniendo orden en la vida eclesial diocesana». Su obra principal fue la fundación, en 1881, del seminario diocesano, en el que se formaron varios futuros obispos, entre ellos sus dos sucesores inmediatos, Giovanni Battista Arista (1907-1920) y Salvatore Bella (1920-1922). Este último, en 1921, instituyó 42 nuevas parroquias, poniendo fin a la práctica, heredada de la diócesis de Catania, de considerar al obispo el único párroco de la diócesis. Durante el largo episcopado de Salvatore Russo (1932-1964) se celebró el primer sínodo diocesano (1957).
Desde el 2 de diciembre de 2000, mediante bula A maiori consulendum, del papa Juan Pablo II, la diócesis pasó a ser sufragánea de la arquidiócesis de Catania.

## Estadísticas
Según el Anuario Pontificio 2023 la diócesis tenía a fines de 2022 un total de 230 000 fieles bautizados.
| Año                                                                             | Población            | Población | Población      | Sacerdotes | Sacerdotes    | Sacerdotes    | Bautizados por sacerdote | Diáconos permanentes | Religiosos | Religiosos | Parroquias |
| Año                                                                             | Bautizados católicos | Total     | % de católicos | Total      | Clero secular | Clero regular | Bautizados por sacerdote | Diáconos permanentes | Varones    | Mujeres    | Parroquias |
| ------------------------------------------------------------------------------- | -------------------- | --------- | -------------- | ---------- | ------------- | ------------- | ------------------------ | -------------------- | ---------- | ---------- | ---------- |
| 1950                                                                            | 167 000              | 168 000   | 99.4           | 316        | 216           | 100           | 528                      |                      | 100        | 467        | 94         |
| 1959                                                                            | 162 300              | 164 500   | 98.7           | 314        | 211           | 103           | 516                      |                      | 169        | 425        | 99         |
| 1970                                                                            | 174 793              | 175 215   | 99.8           | 288        | 193           | 95            | 606                      |                      | 152        | 482        | 110        |
| 1980                                                                            | 183 504              | 184 192   | 99.6           | 230        | 161           | 69            | 797                      |                      | 118        | 453        | 110        |
| 1990                                                                            | 206 000              | 207 657   | 99.2           | 202        | 147           | 55            | 1019                     | 2                    | 80         | 361        | 111        |
| 1999                                                                            | 221 622              | 223 722   | 99.1           | 177        | 141           | 36            | 1252                     | 8                    | 66         | 321        | 111        |
| 2000                                                                            | 221 622              | 223 722   | 99.1           | 175        | 139           | 36            | 1266                     | 8                    | 64         | 321        | 111        |
| 2001                                                                            | 221 622              | 223 722   | 99.1           | 176        | 140           | 36            | 1259                     | 9                    | 64         | 313        | 111        |
| 2002                                                                            | 222 623              | 224 725   | 99.1           | 174        | 138           | 36            | 1279                     | 11                   | 58         | 313        | 111        |
| 2003                                                                            | 223 623              | 225 725   | 99.1           | 170        | 134           | 36            | 1315                     | 11                   | 57         | 311        | 111        |
| 2004                                                                            | 223 623              | 225 725   | 99.1           | 172        | 135           | 37            | 1300                     | 10                   | 57         | 311        | 111        |
| 2006                                                                            | 225 000              | 227 700   | 98.8           | 171        | 135           | 36            | 1315                     | 9                    | 54         | 296        | 111        |
| 2012                                                                            | 227 900              | 231 300   | 98.5           | 167        | 135           | 32            | 1364                     | 9                    | 47         | 270        | 112        |
| 2015                                                                            | 232 600              | 236 600   | 98.3           | 163        | 131           | 32            | 1426                     | 7                    | 46         | 260        | 112        |
| 2018                                                                            | 230 180              | 234 170   | 98.3           | 161        | 125           | 36            | 1429                     | 7                    | 51         | 240        | 112        |
| 2020                                                                            | 229 400              | 233 375   | 98.3           | 151        | 121           | 30            | 1519                     | 7                    | 45         | 240        | 112        |
| 2022                                                                            | 230 000              | 234 000   | 98.3           | 150        | 121           | 29            | 1533                     | 11                   | 35         | 100        | 111        |
| Fuente: Catholic-Hierarchy, que a su vez toma los datos del Anuario Pontificio. |                      |           |                |            |               |               |                          |                      |            |            |            |

### Vida consagrada
Los institutos seculares presentes en Acireale son las Misioneras del Evangelio, las Misioneras de la Realeza de Cristo, la Pequeña Familia Franciscana, los Sacerdotes Misioneros de la Realeza de Cristo y las Voluntarias de Don Bosco. Entre los institutos de vida religiosa femeninos se encuentran las Siervas de Jesús Sacerdote (Obra de Betania), las Siervas Misioneras Camilianas, la Congregación del Apostolado Católico (palotinas), las Hijas de la Caridad (canosianas), las Hijas de María Auxiliadora (salesianas), el Instituto Catequético de la Anunciación de María, el Instituto Hijas de María Inmaculada, el Instituto Hijas de San Camilo, las Misioneras del Niño Jesús de la Salud, la Orden de la Visitación (salesas), las Hermanitas de los Pobres, Pío Sodalicio Misionero del Buen Maestro, las Hermanas Capuchinas del Sagrado Corazón, las Hermanas Carmelitas Mensajeras del Espíritu Santo, las Hermanas del Corazón Inmaculado de María Madre de Cristo, las Hermanas del Sagrado Corazón de Jesús, las Misioneras del Apostolado Católico (misioneras palotinas), las Hermanas Dominicas del Sagrado Corazón de Jesús, las Franciscanas de la Inmaculada Concepción de Lipari, las Hermanas Ministras de los Enfermos, las Hermanas Misioneras de la Inmaculada Reina de la Paz, las Hermanas Siervas de los Pobres (boconistas) y las Hermanas de la Providencia.
Por su parte los institutos religiosos masculinos son: La Orden de los Agustinos Descalzos, los Misioneros Siervos de los Pobres (boconistas), la Orden de Clérigos Regulares Ministros de los Enfermos (camilianos), los Hijos de la Caridad (canosianos), la Orden de los Hermanos Menores (franciscanos), los Hermanos de las Escuelas Cristianas (hermanos de la Salle), la Pía Sociedad de San Francisco de Sales (salesianos), la Congregación del Oratorio (oratorianos), la Orden de los Hermanos Menores Capuchinos (capuchinos), el Opus Matris Verbi Dei y la Sociedad del Apostolado Católico (palotinos).

## Episcopologio

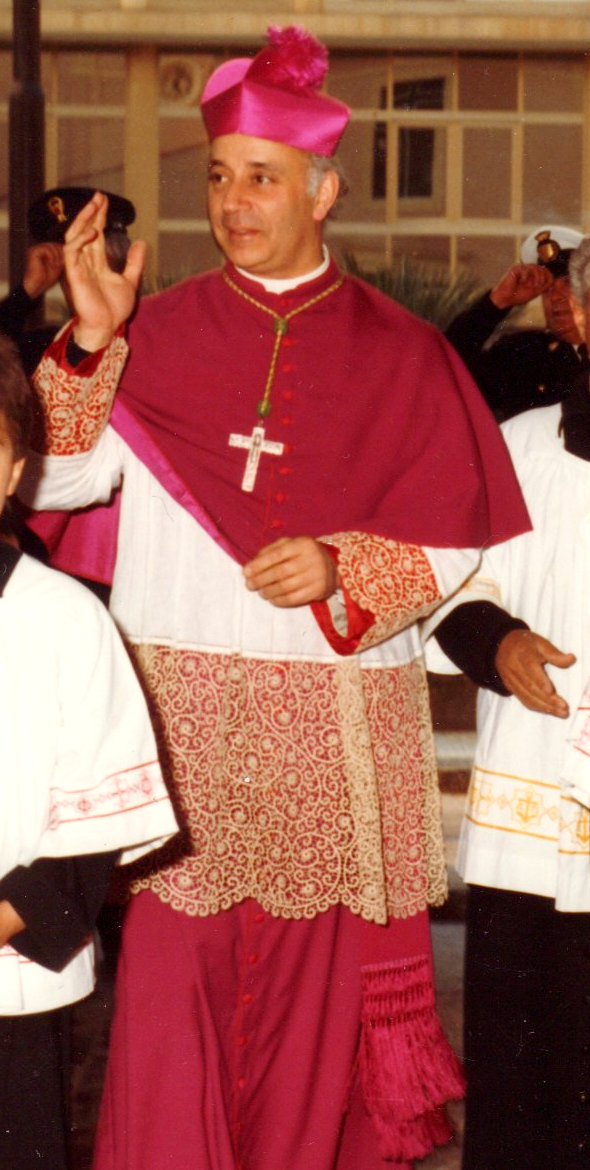
Pio Vittorio Vigo ocupó la sede de Catania de 2002 a 2011

- Gerlando Maria Genuardi † (29 de julio de 1872-4 de junio de 1907 falleció)
- Giovanni Battista Arista, C.O. † (4 de noviembre de 1907-27 de septiembre de 1920 falleció)
- Salvatore Bella † (17 de diciembre de 1920-29 de marzo de 1922 falleció)
- Fernando Cento † (22 de julio de 1922-20 de junio de 1926 nombrado nuncio apostólico en Venezuela[nota 1])
- Evasio Colli † (30 de octubre de 1927-7 de mayo de 1932 nombrado obispo de Parma)
- Salvatore Russo † (11 de agosto de 1932-8 de abril de 1964 falleció)
- Pasquale Bacile † (5 de julio de 1964-30 de noviembre de 1979 renunció)
- Giuseppe Malandrino (30 de noviembre de 1979-19 de junio de 1998 nombrado obispo de Noto)
- Salvatore Gristina (23 de enero de 1999-7 de junio de 2002 nombrado arzobispo de Catania)
- Pio Vittorio Vigo † (15 de octubre de 2002-26 de julio de 2011 retirado)
- Antonino Raspanti, desde el 26 de julio de 2011